# Claude Besson (chanteur)
Pour les articles homonymes, voir Claude Besson et Besson.
Claude Besson né le 9 février 1948 à Paris et mort le 23 mars 2019 à Roudouallec (Morbihan), est un auteur-compositeur-interprète et musicien français.
Il se fait connaître au début du mouvement folk de la fin des années 1960 en France. Artisan luthier, il devient chanteur professionnel en 1970. Grand poète et parolier, il est également reconnu pour ses talents de compositeur et de guitariste, son premier album instrumental obtenant le Grand Prix de l'Académie Charles-Cros.
Auteur d’une quinzaine d’albums, il a composé une centaine de chansons et a également consacré un album de reprises à celui qu’il considérait comme son maître, Georges Brassens.

## Biographie
Claude Besson naît le 9 février 1948 à Paris, d’une mère bretonne originaire du Kreiz Breizh et d’un père poitevin.
Après des études d'électronique, passionné par la musique, Claude Besson s'essaye à la chanson en se présentant dès 1966 aux Hootenanny de Lionel Rocheman au Centre américain du boulevard Raspail à Paris, où se produit notamment Alan Stivell. Il crée un atelier de lutherie dans la banlieue de Saint-Denis, où il fabrique surtout des instruments celtiques : dulcimers, psaltérions et harpes, sous les conseils de Jord Cochevelou, en commençant par finaliser une harpe pour Alan Stivell,. Il commence à chanter professionnellement en 1970, en se produisant dans divers salles et lieux culturels.
En 1972, il suscite l'intérêt de Nicolas Péridès (producteur d'Yves Simon) qui produit ses premiers disques. Il publie alors son premier 45 tours, avec la chanson Damdidalididam, sa version réactualisée de Dans les prisons de Nantes, qui lui permet de se faire connaître sur les ondes. S'ensuit un album intitulé N'oubliez pas l'Armor, en lien avec l'actualité de la Bretagne (dépeuplement, fermeture des ardoisières, conditions de travail, chômage), qui participe à l’histoire de la chanson bretonne (avec un peu de breton, rarement utilisé dans ses autres créations).
En 1973, nostalgique sur les quais de la Seine, Claude Besson écrit une chanson en hommage à son hameau de Roudouallec dans le Morbihan, Kerouze. La chanson dénonce le grand chantier de remembrement lancé en France dans les années 1950. Électronicien de formation, c’est dans une « cabane » construite de ses mains qu’il aménage à Kerouze le home-studio de ses créations nouvelles.
Il se produit à deux reprises à l'Olympia , dont la première fois en 1973 un an après Alan Stivell, et à Bobino en première partie des Sœurs Goadec, puis une dizaine de jours en 1977. En 1974, il publie un disque instrumental de dulcimer (qu’il a grandement contribué à populariser), psaltérion, dulspinet, et obtient le Grand prix de l'Académie Charles-Cros.
En 1975, Claude Besson compose la bande originale du feuilleton télévisé Viviane retransmis sur FR3 ainsi que la musique de la nouvelle création Myth-Mac ou Blodeuwez La Fille Fleur de la compagnie théâtrale L'Éolienne. La même année, il se produit à la première fête du Peuple Breton.
Claude Besson intègre le collectif d’artistes de l'association « Le Pavot Vert » et tourne beaucoup en solo ou avec Louis Capart : ce dernier reprend par ailleurs Kerouze en 1997 sur son album Rives gauches de Bretagne et d’ailleurs.
En 1976, il écrit la chanson Les Amours d'artisan sortie sur son deuxième album et se produit à nouveau à Bobino en 1977. Puis au Théâtre Montparnasse, Claude Besson tire de ses chansons un spectacle poétique, Chants profonds de la Bretagne, réalisé par Ève Griliquez de France Culture avec Yves Philippe comme comédien. En 1980 sort son troisième album intitulé Kenavo Prizon Paris. Il effectue une tournée de trois mois au Québec en 1983.
Il sort en 1985 un 4e album, Espérance, espérance, dont la chanson titre invite à garder espoir sans lequel le réalisme devient fatalité, tout en n'étant pas entièrement utopiste dans la chanson Faut pas rêver. Cet album auto-produit et auto-diffusé séduit les radios locales de Bretagne en obtenant le Prix du F.M. d'Argent et le Prix du Triskell d'or par Radio Bretagne Ouest et le festival de Cornouaille. Il réalise une grande tournée et quelques télés dont FR3 et TF1 en 1989 aux côtés de Per-Jakez Hélias.
En 1993 parait son premier CD Baladin, Baladine. Il sort en 1995 deux compilations CD, l'une de titres instrumentaux et l'autre de 20 chansons écrites entre 1972 et 1981. Espérance, Espérance est réédité en CD en 1998.
En 2004, il réenregistre à Kerouze ses premières chansons pour un double CD intitulé Made in Kerouze. Le 11 février 2005 il participe au concert à Kerlouan en hommage à Jean-Michel Caradec, capté pour un album live au profit de la station SNSM, sur lequel il interprète deux célèbres chansons du chanteur (Portsall et Ma Bretagne quand elle pleut) et deux de son répertoire (Entre myosotis et pavot, Kerouze). Cet album à cinq voix est suivi d'une tournée en région parisienne. En janvier 2009, il publie un nouvel album original, Arbres, inspiré par les thématiques de l'écologie. En 2011, « Besson chante Brassens » est un album de charnelle référence, qu’il a tenu à ouvrir aussi à la voix de sa « Baladine » sur trois titres.
En 2013, dans son album Hommage à mes profs, il rend hommage aux auteurs de chansons qu'il affectionne, en reprenant Brel, Brassens, Ferré, Ferrat, Jacques Debronckart, Anne Sylvestre, Barbara, Boris Vian, Glenmor et le traditionnel breton Son ar chistr popularisé par Alan Stivell.
Fin 2014, il sort son onzième album intitulé Mes Bonheurs de Porcelaine, en rendant cette fois-ci hommage au public, à la Bretagne et à tout ce qui le touche,. En septembre 2016, son nouvel album Le sens du beau incite à nouveau à la plénitude, avec en pochette un tableau de son épouse France Bihannic et dix chansons auto-produites dans son studio de Kerouze.
Il meurt à 71 ans le 23 mars 2019 chez lui à Roudouallec, après avoir lutté presque un an contre le cancer,. Un hommage lui est rendu dans la salle des fêtes de Gourin, avec son public, sa famille, ses amis (dont Pierre à qui il a écrit Mon ami Pierre du Québec) en présence de personnalités de la scène bretonne (Gilles Servat, Yvon Étienne, Alan Stivell, Dan Ar Braz, Alan Simon),.
« Claude Besson offre l'image sereine d'un artiste modeste, homme chaleureux et amoureux de l'ouvrage bien fait. »
— Jacques Vassal.

### Famille
Claude Besson s'est marié avec Chantal Loreille puis avec l'artiste-peintre Françoise Bihannic-Besson en 1991, qui l'accompagne jusqu'à la fin de sa vie. Il a eu 5 enfants : Marine, Aurélien, Valentin, Mathilde et Margot.
Début 2020, sa famille et ses proches montent une association, « Les Amis de Claude Besson », afin de continuer de promouvoir son œuvre.

## Discographie

### Premiers 45 tours
- 1972 : Damdidalidam / Laissez-nous vivre (Péridés)
- 1973 : Kerouze / Sur la route de Saint-Malo (Péridés).

### Albums studio
- 1973 : N'oubliez-pas l'Armor (LP Péridés)
- 1974 : Instrumental : Dulcimer, psaltérion, fiddle (LP Péridès) Grand Prix de l'Académie Charles-Cros
- 1976 : Les Amours d'Artisan (LP Péridès)
- 1978 : Instrumental Vol 2 (LP Péridès)
- 1980 : Album chansons N°3 (LP Péridès)
- 1985 : Espérance Espérance, Album chansons N°4 (LP  CBFB)
- 1993 : Baladin, Baladine (CD)
- 1998 : Espérance, Espérance : La Fille de Lorient (CD)
- 2004 : Made in Kerouze : 35 chansons unplugged comm'd'hab' (double CD)
- 2009 : Arbres
- 2011 : Claude Besson chante Georges Brassens
- 2013 : Hommage à mes Profs (Cahier de chansons)
- 2014 : Mes Bonheurs de Porcelaine
- 2016 : Le Sens du Beau.

### Compilations
- 1994 : 20 Chansons : de 1972 à 1982 (CD Péridès)
- 1995 : Besson Instrumental (CD Péridès).

### Participations
- 1984 : La Muraille de Christine Authier
- 2005 : Jean-Michel Caradec, Chanté par Louis Capart, Yvon Étienne, Anne Vanderlove, Jean-Luc Roudaut et Claude Besson.